# Adicella aglae
Adicella aglae is een schietmot uit de familie Leptoceridae. De soort komt voor in het Oriëntaals gebied.